# Coprinellus curtus
Coprinellus curtus es una especie de hongo en la familia Psathyrellaceae. Fue descripto por primera vez en 1876 como  Coprinus curtus por Károly Kalchbrenner antes de ser transferido al género Coprinellus en 2001.
Una cepa de este hongo (denominada GM-21) produce un compuesto fungicida que inhibe el desarrollo de la enfermedad de las raíces de la col china (Brassica campestris) causada por el patógeno de las plantas Rhizonoctonia solani.